# M. C. Ricklefs
Pour les articles homonymes, voir Ricklefs.
Merle Calvin Ricklefs, né le 17 juillet 1943 en Australie et mort le 29 décembre 2019, est un historien australien, spécialiste de l'Indonésie.

## Biographie
M. C. Ricklefs est titulaire d'un doctorat de l'université Cornell de New York, avec comme directeur de thèse O. W. Wolters. Il a enseigné à l'École des études orientales et africaines de Londres, et en Australie à l'All Souls College, l'université Monash, l'université nationale australienne et l'université de Melbourne. Son dernier poste était professeur d'histoire de l'Asie du Sud-Est à l'université nationale de Singapour.
Ses publications portent notamment sur l'histoire des royaumes de Mataram, Kartasura, Yogyakarta, Surakarta et plus généralement de Java central. Il met régulièrement à jour son ouvrage A History of Modern Indonesia. Il est un des meilleurs auteurs de langue anglaise sur l'histoire de Java du XVIIe au XXe siècle.
En 2001, le gouvernement australien l'a décoré de la médaille du Centenaire pour « services à la société australienne et les humanités dans l'étude de l'Indonésie ».

## Publications

### En anglais
- Jogjakarta under Sultan Mangkubumi, 1749–1792: a history of the division of Java (London Oriental Series, vol. 30.), Londres, Oxford University Press, 1974. Édition indonésienne révisée 2002
- (co-auteur avec P. Voorhoeve) Indonesian Manuscripts in Great Britain : a catalogue of manuscripts in Indonesian languages in British public collections. (London Oriental Bibliographies, vol. 5.) Londres, Oxford University Press, 1977
- Modern Javanese Historical Tradition : a study of an original Kartasura chronicle and related materials. Londres, School of Oriental and African Studies, 1978
- A History of Modern Indonesia, ca. 1300 to the present. Londres et Basingstoke, Macmillan ; Bloomington, Indiana University Press, 1981. 2e édition (Palgrave and Stanford University Press) 1993. 3e édition (Palgrave and Stanford University Press) 2001. Édition indonésienne révisée 1991 (Gadjah Mada University Press) ; 2e édition indonésienne révisée 2005 (Serambi)
- War, Culture and Economy in Java, 1677–1726: Asian and European imperialism in the early Kartasura period. Sydney, Asian Studies Association of Australia en association avec Allen and Unwin, 1993
- (édité et traduit) Pantheism and Monism in Javanese Suluk Literature : Islamic and Indian mysticism in an Indonesian setting, par P. J. Zoetmulder, S.J. Ed. et trad. M. C. Ricklefs. Leyde, KITLV Press, 1995
- The Seen and Unseen Worlds in Java, 1726–49 : history, literature and Islam in the court of Pakubuwana II. St. Leonards NSW : The Asian Studies Association of Australia en association avec Allen and Unwin ; Honolulu, The University of Hawai'i Press, 1998   (ISBN 1864486279)
- Mystic Synthesis in Java: a history of Islamization from the fourteenth to the early nineteenth centuries. White Plains, New York : EastBridge, 2006
- Polarising Javanese Society: Islamic and other visions, 1830-1930. Singapour : NUS Press ; Leyde, Koninklijk Instituut voor Taal-, Land- en Volkenkunde, 2007  (ISBN 9971693461)